# シャーロット・グリードウ＝ニューコメン (初代ニューコメン女子爵)

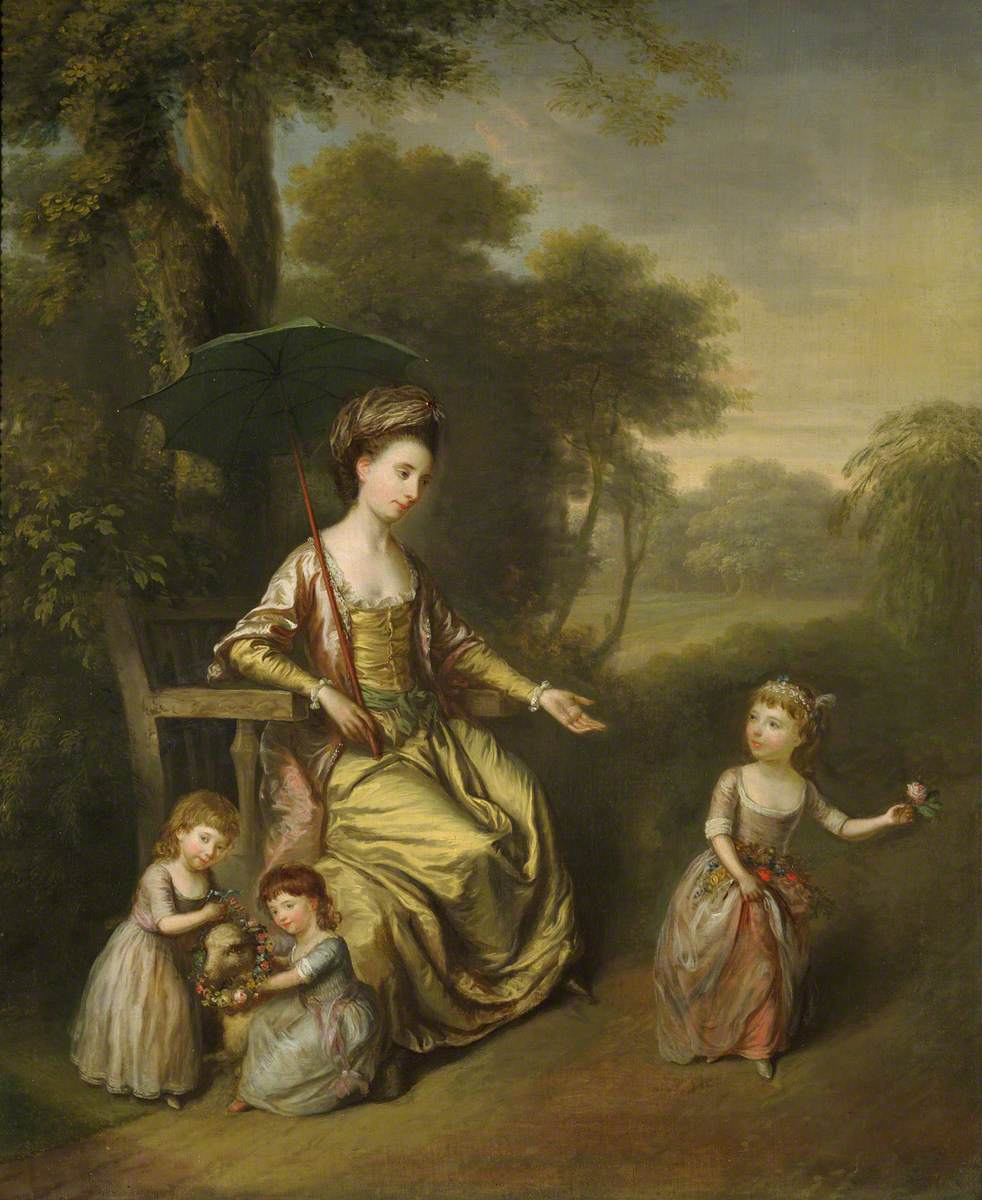
グリードウ＝ニューコメン夫人と娘ジェーン、テリーザ、シャーロット。トマス・ヒッキー画、1770年代。

初代ニューコメン女子爵シャーロット・グリードウ＝ニューコメン（英語: Charlotte Gleadowe-Newcomen, 1st Viscountess Newcomen、出生名シャーロット・ニューコメン（Charlotte Newcomen）、1747年ごろ – 1817年5月16日）は、アイルランド貴族。

## 生涯
チャールズ・ニューコメン（1707年 – 1772年10月、チャールズ・ニューコメンの息子、第5代準男爵サー・トマス・ニューコメンの孫）と妻シャーロット（ジョージ・ベイブの娘）の一人娘として、1747年ごろに生まれた。1789年4月27日に親族の第8代準男爵サー・トマス・ニューコメンが死去すると、その遺産を継承した。この遺産はロングフォード県にある不動産で、年収7,000ポンド相当だった。

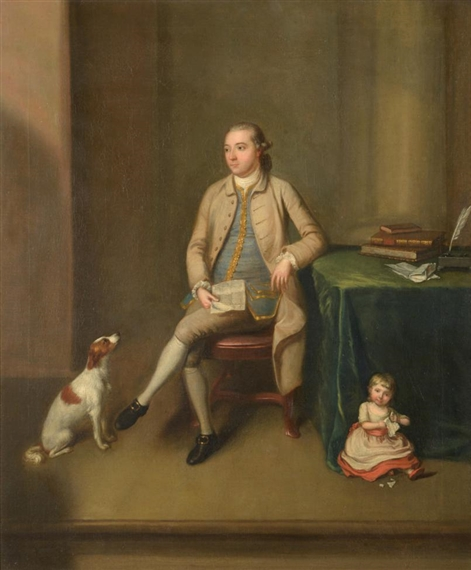
夫ウィリアムと息子トマス。ベンジャミン・ウィルソン画、1770年代。

1772年10月17日にアイルランド庶民院議員ウィリアム・グリードウと結婚、1男4女をもうけた。結婚に伴い、夫とともにグリードウ＝ニューコメンの複合姓を名乗った。
- トマス（英語版）（1776年9月18日 – 1825年1月15日） - 第2代準男爵、第2代ニューコメン子爵[3]
- ジェーン（1847年1月9日没） - 1818年3月9日、チャールズ・ゴードン・アシュリー（Charles Gordon Ashley）と結婚[6]
- テリーザ（1840年没） - 1796年9月2日、第2代準男爵サー・チャールズ・ターナー（1773年1月28日 – 1810年2月19日）と結婚、子供なし。1812年7月21日、ヘンリー・ヴァンシッタート（Henry Vansittart、1784年7月10日 – 1848年4月22日）と再婚、1女テリーザをもうけた[7]
- シャーロット（1840年6月26日没[6]）
- キャサリン - 1818年9月21日、チャールズ・ニューコメン（Charles Newcomen）と結婚[6]

夫が1800年合同法を支持した結果、1800年7月31日にアイルランド貴族であるロングフォード県におけるモスタウンのニューコメン女男爵に叙された。1803年2月11日、同じく夫の功績によりアイルランド貴族であるニューコメン女子爵に叙された。
1817年5月16日にバースで死去、バース近郊のウェストンで埋葬された。息子トマスが爵位を継承した。